# Pirati dei Caraibi - Oltre i confini del mare (colonna sonora)
Pirati dei Caraibi - Oltre i confini del mare è la colonna sonora dell'omonimo film diretto da Rob Marshall firmata da Hans Zimmer, con la collaborazione di Rodrigo y Gabriela.
Hanno collaborato a questa colonna sonora anche compositori come Eric Whitacre, Eduardo Cruz e Geoff Zanelli.

## Tracce
1. Guilty of Being Innocent of Being Jack Sparrow - 1:42
2. Angelica feat. Rodrigo y Gabriela - 4:17
3. Mutiny - 2:48
4. The Pirate That Should Not Be di Rodrigo y Gabriela - 3:55
5. Mermaids - 8:05
6. South of Heaven's Chanting Mermaids feat. Rodrigo y Gabriela - 5:48
7. Palm Tree Escape di Rodrigo y Gabriela - 3:06
8. Blackbeard - 5:05
9. Angry and Dead Again di Rodrigo y Gabriela - 5:35
10. On Stranger Tides - 2:44
11. End Credits - 1:59
12. Guilty of Being Innocent of Being Jack Sparrow (Remix di DJ Earworm) - 2:45
13. Angelica (Grant Us Peace Remix) (Remix di Ki: Theory) - 3:08
14. The Pirate That Should Not Be (Remix di Photek) - 6:26
15. Blackbeard (Remix di Super Mash Bros & Thieves) - 5:26
16. South of Heaven's Chanting Mermaids (Remix di Paper Diamond) - 3:32
17. Palm Tree Escape (Remix di Adam Freeland) - 5:28
18. Angry and Dead Again (Remix di Static Revenger) - 5:49